# الأقرن
الأقرن (الاسم العلمي: Megaloceros) هو جنس منقرض من الأيائل الذي عاش أعضاؤه في جميع أنحاء أوراسيا من العصر البليستوسين المبكر إلى بداية الهولوسين وكانت مت الحيوانات العاشبة المهم خلال العصور الجليدية. أكبر الأنواع، (Megaloceros giganteus)، والمعروفة باسم أيل الأرلندي أو «الأيائل العملاقة»، هي أيضا الأكثر شهرة.  ويعتقد أنها ترتبط ارتباطا وثيقا بالأيائل المعاصرة.